# Guzmania pleiosticha
Guzmania pleiosticha là một loài thực vật có hoa trong họ Bromeliaceae. Loài này được (Griseb.) Mez mô tả khoa học đầu tiên năm 1896.